# Konståret 1867

## Händelser

### Okänt datum
- Världsutställningen i Paris

## Verk

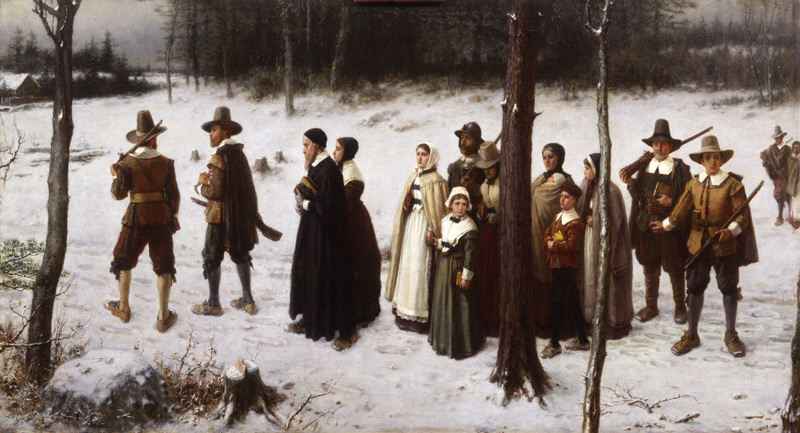
George Henry Boughton verk Pilgrims Going To Church färdigställs 1867.

- George Henry Boughton - Pilgrims Going To Church.
- Edgar Degas - La famille Bellelli färdigställs (Musée d'Orsay, Paris).
- Édouard Manet - L'Exposition universelle de 1867 ("The Universal Exhibition") (Nasjonalgalleriet, Oslo)

## Födda
- 1 januari – Robert Tait McKenzie (död 1938), amerikansk skulptör, scoutledare, idrottsstipendiat och kirurg.
- 10 mars – Hector Guimard (död 1942), fransk arkitekt, skulptör och formgivare.
- 5 mars – Victor Ségoffin (död 1925), fransk skulptör.
- 25 mars - Gutzon Borglum (död 1941), amerikansk skulptör.
- 10 april - George William Russell (död 1935), irländsk poet och målare.
- 11 juni - Marie Krøyer (död 1940), dansk konstnär.
- 8 juli - Käthe Kollwitz (död 1945), tysk tecknare, grafiker och skulptör.
- 7 augusti - Emil Nolde (död 1956), tysk expressionistisk målare.
- 19 september - Arthur Rackham (död 1939), engelsk illustratör.
- 3 oktober - Pierre Bonnard (död 1947), fransk målare.
- 11 november - Albert von Stockenström (död 1954), svensk målare och skulptör.

## Avlidna
- 14 januari – Jean Auguste Dominique Ingres (född 1780), fransk målare.
- 28 februari - Jacques Raymond Brascassat (född 1804), fransk målare.
- 5 mars – Carl Gustaf Qvarnström (född 1810), svensk skulptör.
- 6 mars - Peter von Cornelius (född 1784), tysk målare.
- 18 maj – William Clarkson Stanfield (född 1793), engelsk målare.
- 4 december - Sophie Rude (född 1797), fransk målare.
- 22 december - Théodore Rousseau (född 1812), fransk landskapsmålare.
- 28 december – Carlo Marochetti (född 1805), fransk skulptör.
- okänt datum - James Pollard (född 1792), brittisk målare och gravör.